# 總隔熱率
總隔熱率是依據自然界的物理現象所計算，這個數據必須有合格公正測試單位的報告，一般來說，總隔熱率能在40%~60%之間，就能滿足一般的隔熱需求，而60%以上就能達到高標準。此外，國際窗膜協會（IWFA）特別制定了總隔熱率的標準，讓消費者可以做為挑選隔熱紙 （页面存档备份，存于）時的重要參考。 